# Municipio de Freeborn (Misuri)
El municipio de Freeborn (en inglés: Freeborn Township) es un municipio ubicado en el condado de Dunklin en el estado estadounidense de Misuri. En el año 2010 tenía una población de 1775 habitantes y una densidad poblacional de 23,73 personas por km².

## Geografía
El municipio de Freeborn se encuentra ubicado en las coordenadas 36°26′39″N 89°59′13″O / 36.44417, -89.98694. Según la Oficina del Censo de los Estados Unidos, el municipio tiene una superficie total de 74.8 km², de la cual 74,78 km² corresponden a tierra firme y (0,04 %) 0,03 km² es agua.

## Demografía
Según el censo de 2010, había 1775 personas residiendo en el municipio de Freeborn. La densidad de población era de 23,73 hab./km². De los 1775 habitantes, el municipio de Freeborn estaba compuesto por el 88 % blancos, el 3,66 % eran afroamericanos, el 0,28 % eran amerindios, el 6,37 % eran de otras razas y el 1,69 % eran de una mezcla de razas. Del total de la población el 7,61 % eran hispanos o latinos de cualquier raza.